# Batocera laena
Batocera laena är en skalbaggsart som beskrevs av Thomson 1858. Batocera laena ingår i släktet Batocera och familjen långhorningar. Inga underarter finns listade.